# Кривуха (Ровненская область)
Кривуха (укр. Кривуха) — село в Привольненской сельской общине Дубенского района Ровненской области Украины.
Население по переписи 2001 года составляло 308 человек. Почтовый индекс — 35620. Телефонный код — 3656. Код КОАТУУ — 5621682005.